# Symplocos racemosa
Symplocos racemosa är en tvåhjärtbladig växtart som beskrevs av William Roxburgh. Symplocos racemosa ingår i släktet Symplocos och familjen Symplocaceae. Utöver nominatformen finns också underarten S. r. palauensis.

## Bildgalleri

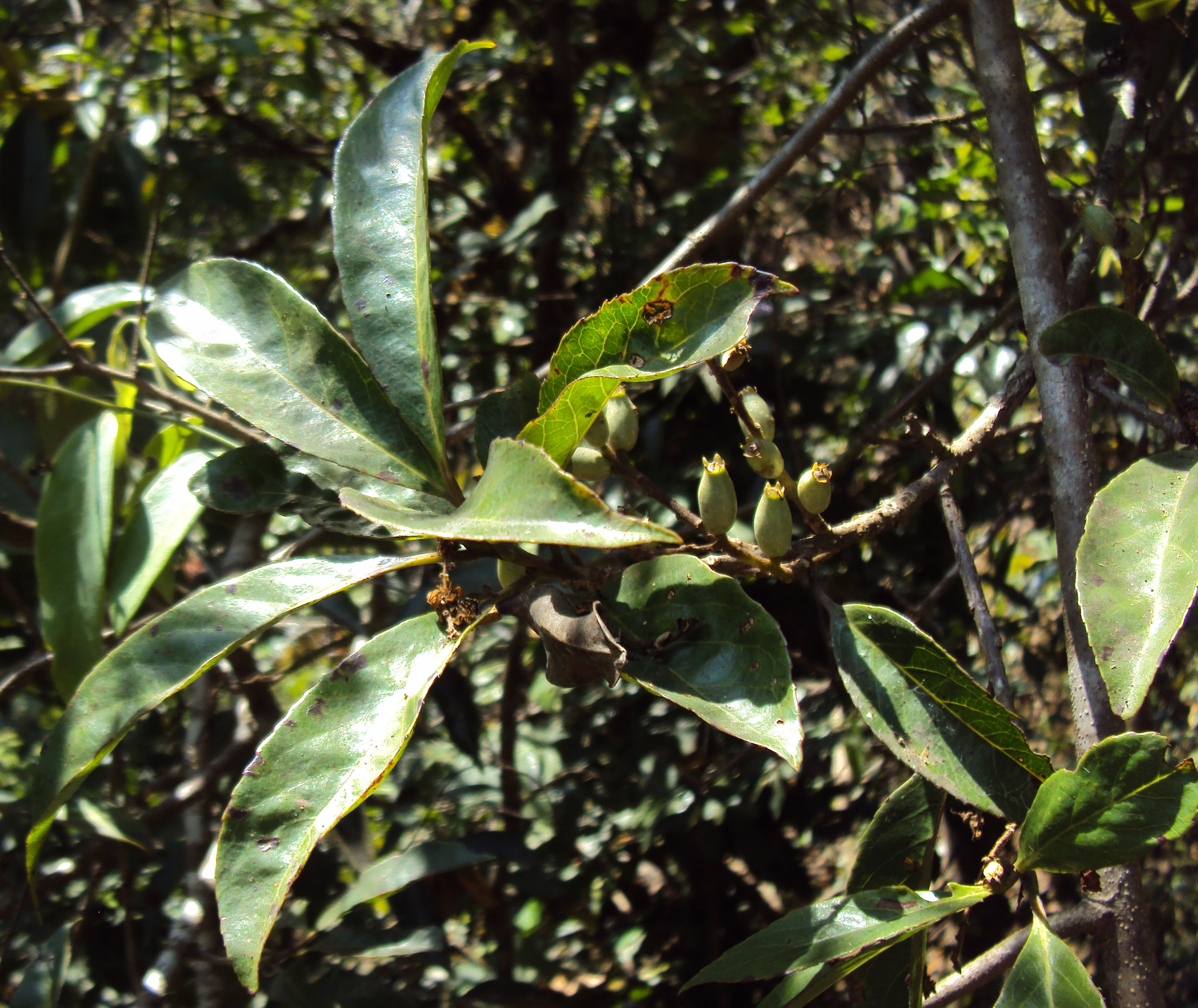
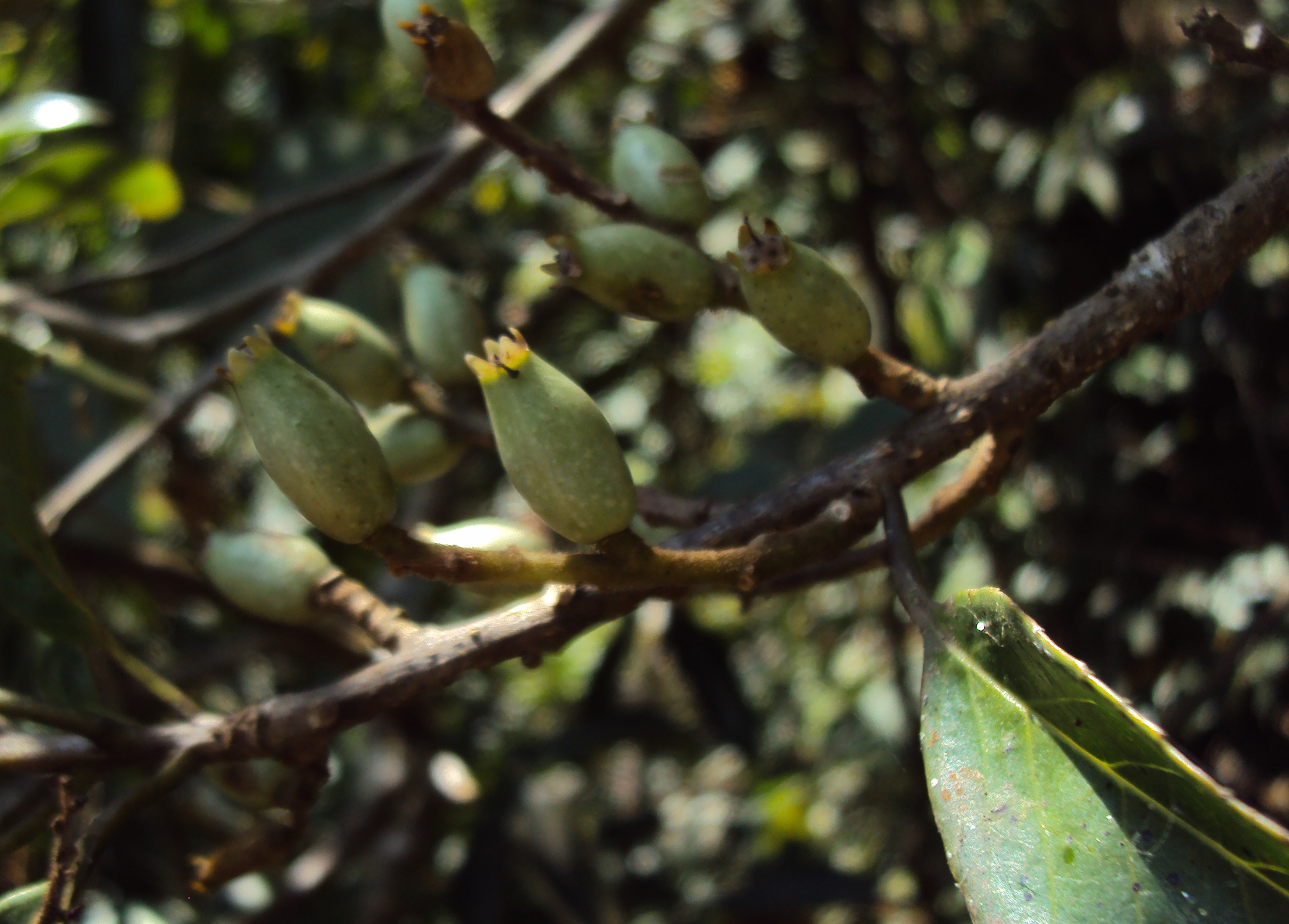
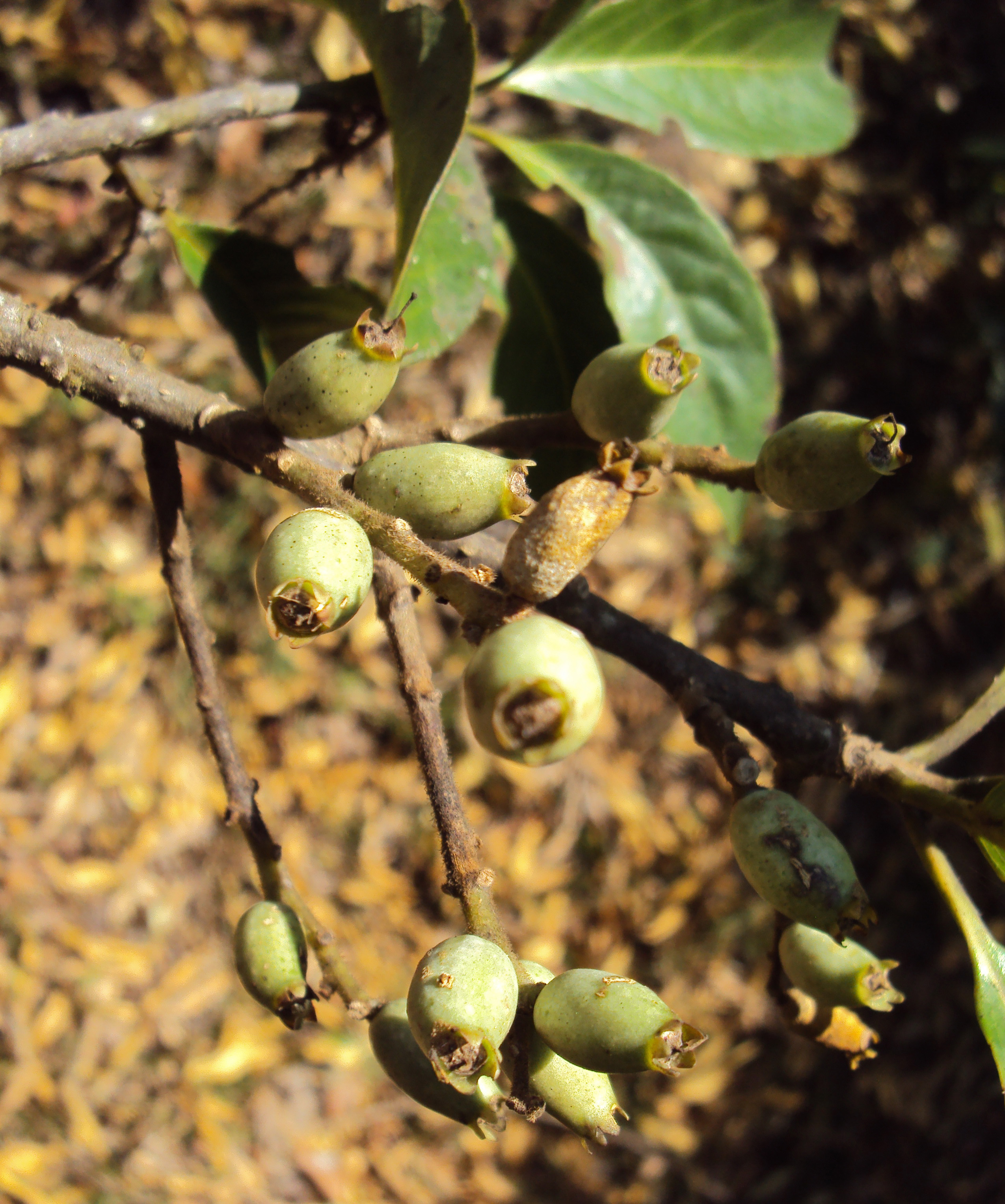
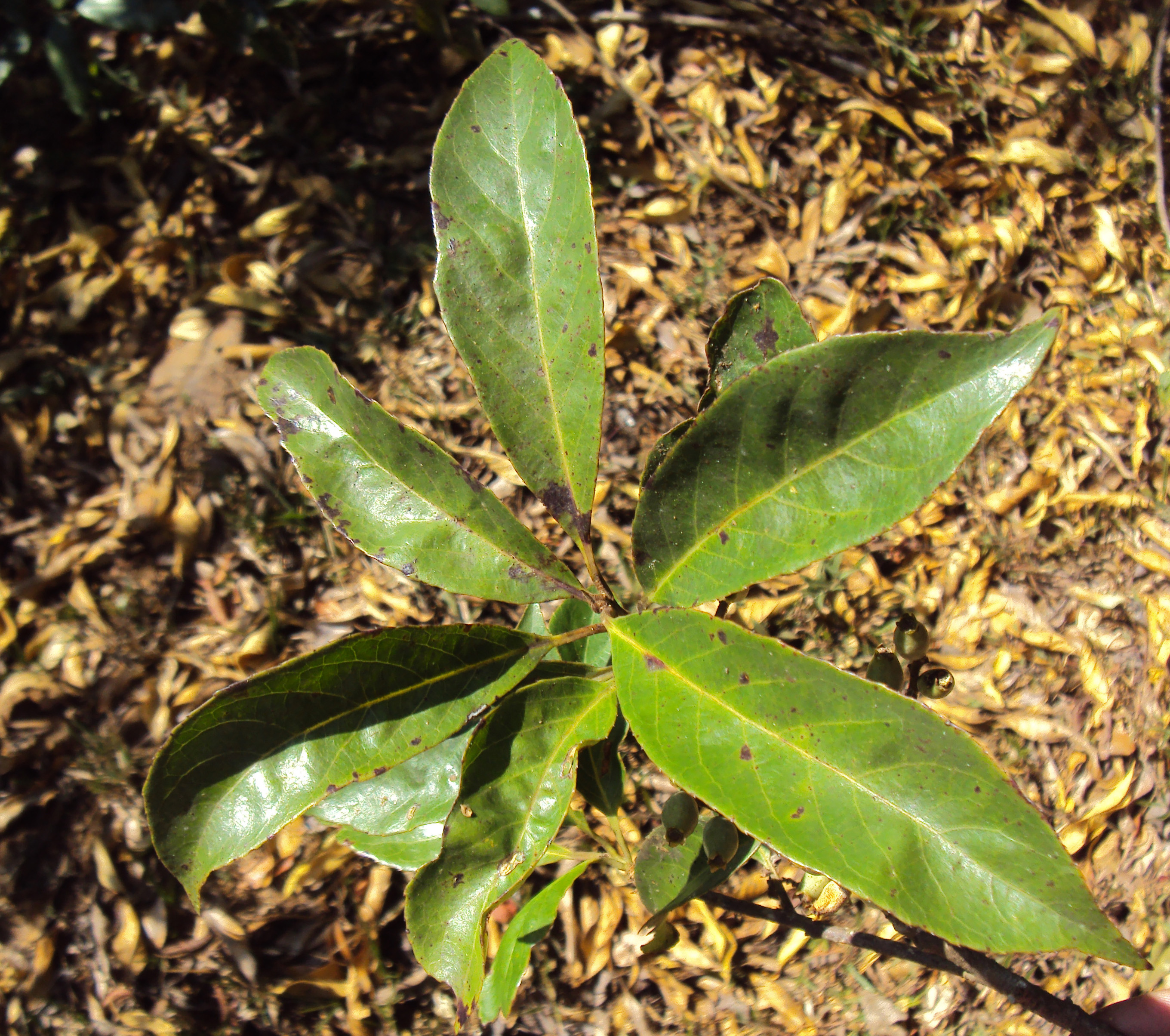